# Hans Stadlbauer
Hans Stadlbauer (* 16. November 1945 in München) ist ein deutscher Schauspieler und bayerischer Volksschauspieler.

## Leben
Stadlbauer wurde vor allem als Mitglied des Ensembles des Chiemgauer Volkstheaters bekannt. Seit den 1970er-Jahren trat er auch in zahlreichen Filmen und TV-Serien auf, darunter Polizeiinspektion 1, Meister Eder und sein Pumuckl, Unsere schönsten Jahre, Die Hausmeisterin und Der Bulle von Tölz. In den Spielfilmen Zuckerbaby (1985) und Out of Rosenheim (1987) spielte er an der Seite von Marianne Sägebrecht. Von 1989 bis 2023 war er in der erfolgreichen Serie Forsthaus Falkenau in einer regelmäßigen Nebenrolle als Waldarbeiter Breitkreuz zu sehen. Stadlbauer war dabei der einzige Darsteller, der in der langlebigen ZDF-Serie von der ersten bis zur letzten Staffel mitwirkte.
Seit 2012 ist Hans Stadlbauer mit der Schauspielerin Marianne Rappenglück verheiratet, die von 2012 bis 2013 auch in Forsthaus Falkenau an seiner Seite war. Schon zuvor waren sie gemeinsam in der Seifenoper Herzflimmern – Die Klinik am See zu sehen.
Von April 2012 bis März 2017 und wieder seit 2020 ist er in der täglichen Seifenoper Dahoam is Dahoam des Bayerischen Fernsehens in der Hauptrolle Pfarrer Vinzenz Kurz zu sehen.

## Filmografie (Auswahl)
- 1977: Waldrausch
- 1979: Andreas Vöst
- 1980: SOKO 5113 – Tod in Kapseln: Teil 1
- 1988–2013: Lindenstraße – (mehrfache Kurzeinsätze in Nebenrollen)
- 1982: Tatort – Die Macht des Schicksals (Fernsehreihe)
- 1983: SOKO 5113 – Die Spur führt nach Sardinien
- 1984: Franz Xaver Brunnmayr (2 Folgen)
- 1984: Verkehrsgericht, Folge 4
- 1984: SOKO 5113 – Herles Alleingang
- 1985: Die Schwarzwaldklinik – Die Entführung
- 1985: Verkehrsgericht, Folge 8
- 1985: Der Komödienstadl – Wenn der Hahn kräht
- 1985: Zuckerbaby
- 1985–2008: Chiemgauer Volkstheater (88 Folgen)
- 1986: Die Krimistunde (Fernsehserie, Folge 21, Episode: „Steckenpferderennen“)
- 1987: SOKO 5113 – Roter Hahn
- 1987: Tatort – Tod auf dem Rastplatz
- 1987: Out of Rosenheim
- 1987–1992: Die Hausmeisterin
- 1988: SOKO 5113 – Hausbesuche
- 1988: Meister Eder und sein Pumuckl (Folge Eders Weihnachtsgeschenk)
- 1989–2013: Forsthaus Falkenau (Fernsehserie, 248 Folgen)
- 1992: Tatort – Kainsmale
- 1996, 1998: Der Bulle von Tölz – (3 Folgen)
- 1997: Der Alte – Folge 229: Der Verdacht
- 2007: Die Rosenheim-Cops – Der Jäger ist des Jägers Tod
- 2010: Garmischer Bergspitzen (Fernsehfilm)
- 2011: Der Kaiser von Schexing (Fernsehserie, Folgen Nicht öffentlich und Schnell oder gar nicht)
- 2011: Tatort – Gestern war kein Tag
- 2011: Die Rosenheim-Cops – Der Schlaf des Gerächten
- 2011: Dreiviertelmond (Regie: Christian Zübert)
- 2011–2012: Herzflimmern – Die Klinik am See (als Hauptrolle, 255 Folgen)
- 2012: Mobbing
- 2012–2017: Dahoam is Dahoam
- 2013, 2021: Hubert ohne Staller (als Heinrich Janker, Alfons Auzinger)
- 2014: München Mord – Die Hölle bin ich
- 2016: Schweinskopf al dente
- 2018: Toni, männlich, Hebamme – Allein unter Frauen
- 2018: SOKO München: Es braut sich was zam
- 2020: Oktoberfest 1900 (Fernsehserie)
- 2023: Kohlrabenschwarz
- 2023: Neue Geschichten vom Pumuckl (Folge "Koboldsgesetz")
- 2023: Weihnachtspäckchen ... haben alle zu tragen (Fernsehfilm)
- 2023: Die Chefin (Fernsehserie, Folge Weg des Geldes)
- 2023: Mit Harpunen schießt man nicht
- 2024: Frühling: Blick ins Morgen (Fernsehreihe)
- 2024: Der Bozen-Krimi (Fernsehserie, Folge Mein ist die Rache)
- 2024: Alle Jahre wieder (Fernsehfilm)
- 2025: Marie fängt Feuer: Verschüttet (Fernsehreihe)